# Sociedade de risco

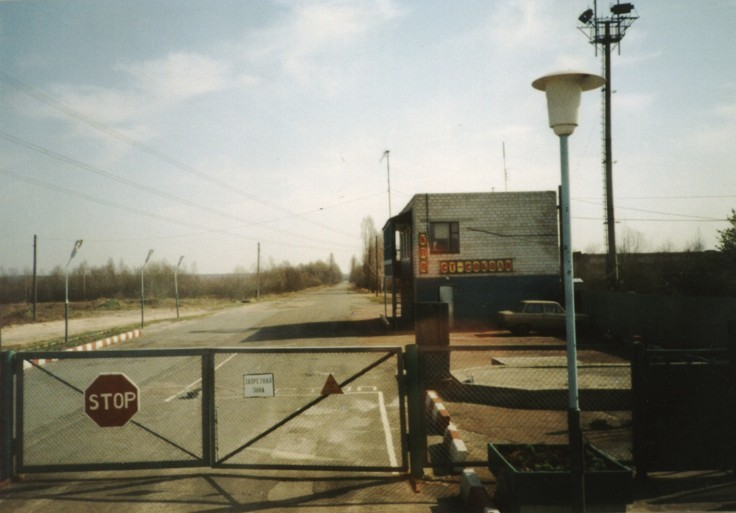
Entrada de sociedade de risco

Sociedade de risco é um termo usado para descrever a maneira pela qual a sociedade moderna se organiza em resposta ao risco. O termo foi criado pelo sociólogo alemão Ulrich Beck em seu livro Risikogesellschaft (1986) onde coloca as origens e as consequências da degradação ambiental no centro da sociedade moderna. Ulrich efetua uma análise da sociedade contemporânea em que faz sobressair o fato dos aspectos negativos ou riscos superarem os aspectos positivos e acima de tudo, escaparem do controle das instituições sociais.
Ter uma cultura de risco implica possuir conhecimentos que permitem a prevenção de situações de risco e a autoproteção em caso de perigo.

## Definição
De acordo com o sociólogo britânico Anthony Giddens, uma sociedade de risco é "uma sociedade cada vez mais preocupada com o futuro (e também com a segurança), o que gera a noção de risco", [3] enquanto o sociólogo alemão Ulrich Beck define como "uma forma sistemática de lidar com perigos e inseguranças induzidas e introduzidas pela própria modernização (Beck, 1992: 21)".